# Luchon-Superbagnères
La station de ski des Pyrénées de Luchon-Superbagnères est située sur la commune de Saint-Aventin dans le département de la Haute-Garonne en région Occitanie.

## Situation
Située sur la commune de Saint-Aventin, sur une surface d'environ 445 hectares, l'estive de Superbagnères est accessible depuis Bagnères-de-Luchon aussi bien par la route départementale 46 que par télécabine qui monte à la station. Le plateau de Superbagnères est un résultat d’une érosion, typique d’une époque semi-aride, des roches des massifs d’Oô et du Lys, préalablement fragilisées par un climat était chaud et humide

## Hydrographie
Plus de 80 sources sont captées dans la montagne de Superbagnères. Elles émergent à une température de 22 à 67 °C et comptent parmi les plus sulfurées et radioactives du monde. On les utilise dans le traitement des affections des voies respiratoires et des rhumatismes.

### Altitude
- Luchon : 630 mètres
- Superbagnères : 1 465 - 1 800 - 2 125 mètres

### Climat
Luchon-Superbagnères a le même climat que Bagnères-de-Luchon. En raison de l'altitude, les températures hivernales vont de -11 à 7 degrés et les températures estivales vont de 10 à 35 degrés. Les vents de nord amènent un ciel bleu alors que ceux de l'ouest font venir la pluie ou la neige. Parfois, les deux vents s'inversent, entraînant une zone d'instabilité et d'orage.

## Histoire

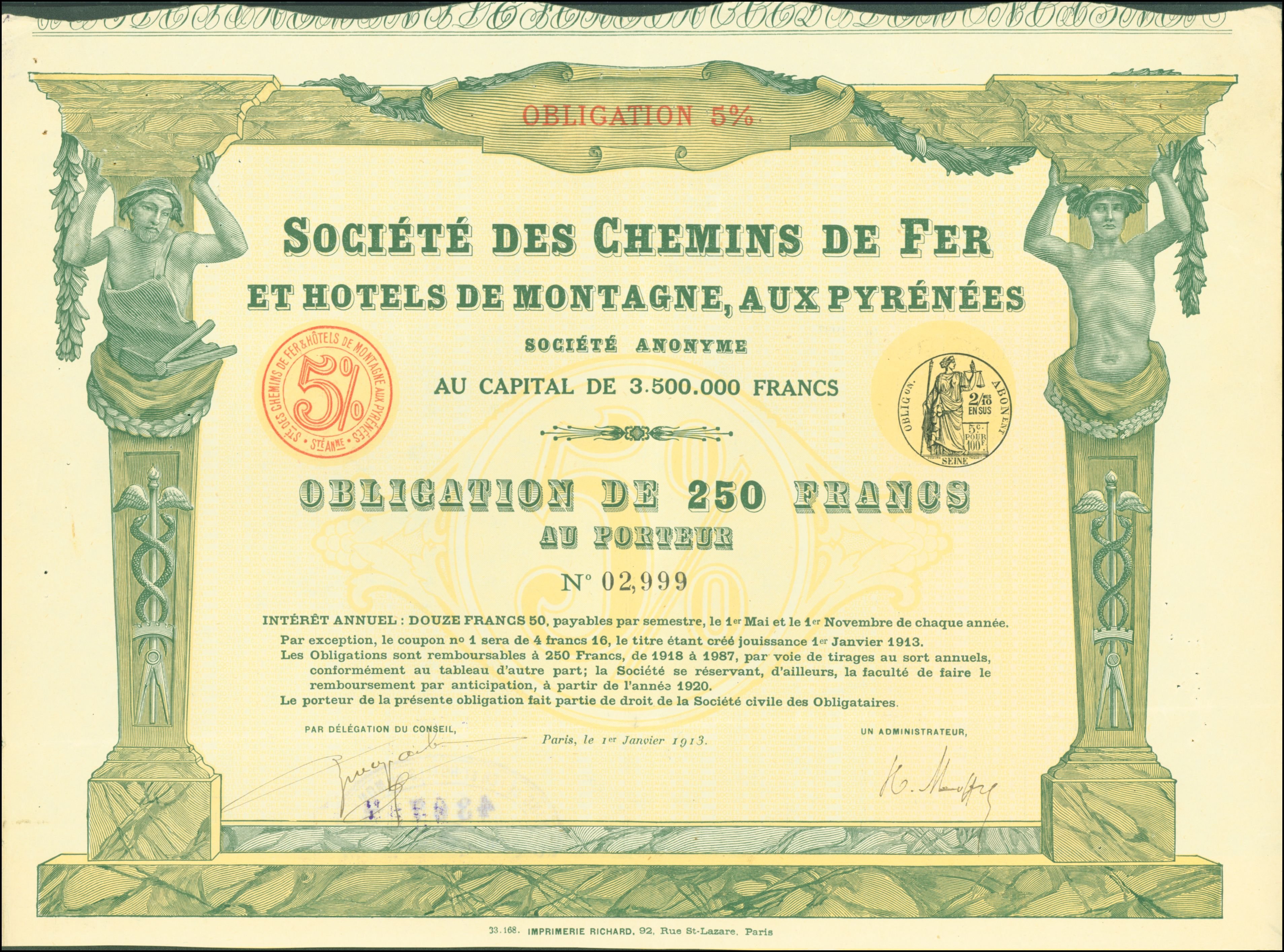
Obligation de la Société des Chemins de Fer et Hôtels de Montagne aux Pyrénées en date du 1er janvier 1913

La station est ouverte depuis le début du XXe siècle, en bénéficiant de la vague de découverte des vertus du pyrénéisme, notamment par les Anglais. La station de cure d'air et de sports d'hiver est l'œuvre du Luchonnais Ludovic Dardenne, président du syndicat d'initiative de la ville. Il fonde dans ce but en 1911 avec Jean-Raoul Paul, la Société des Chemins de Fer et Hôtels de Montagne aux Pyrénées. La mise en chantier du chemin de fer de Luchon à Superbagnères à crémaillère débute en 1911, le Grand Hôtel quant à lui étant achevé en 1922.
Elle est d'abord accessible par un train à crémaillère, mis en service en 1912. Mais la route, inaugurée en 1960, a raison du chemin de fer qui est arrêté définitivement en 1966. La plateforme constitue aujourd'hui encore un itinéraire possible en plus du sentier de grande randonnée GR 10 ou de la route départementale 46.

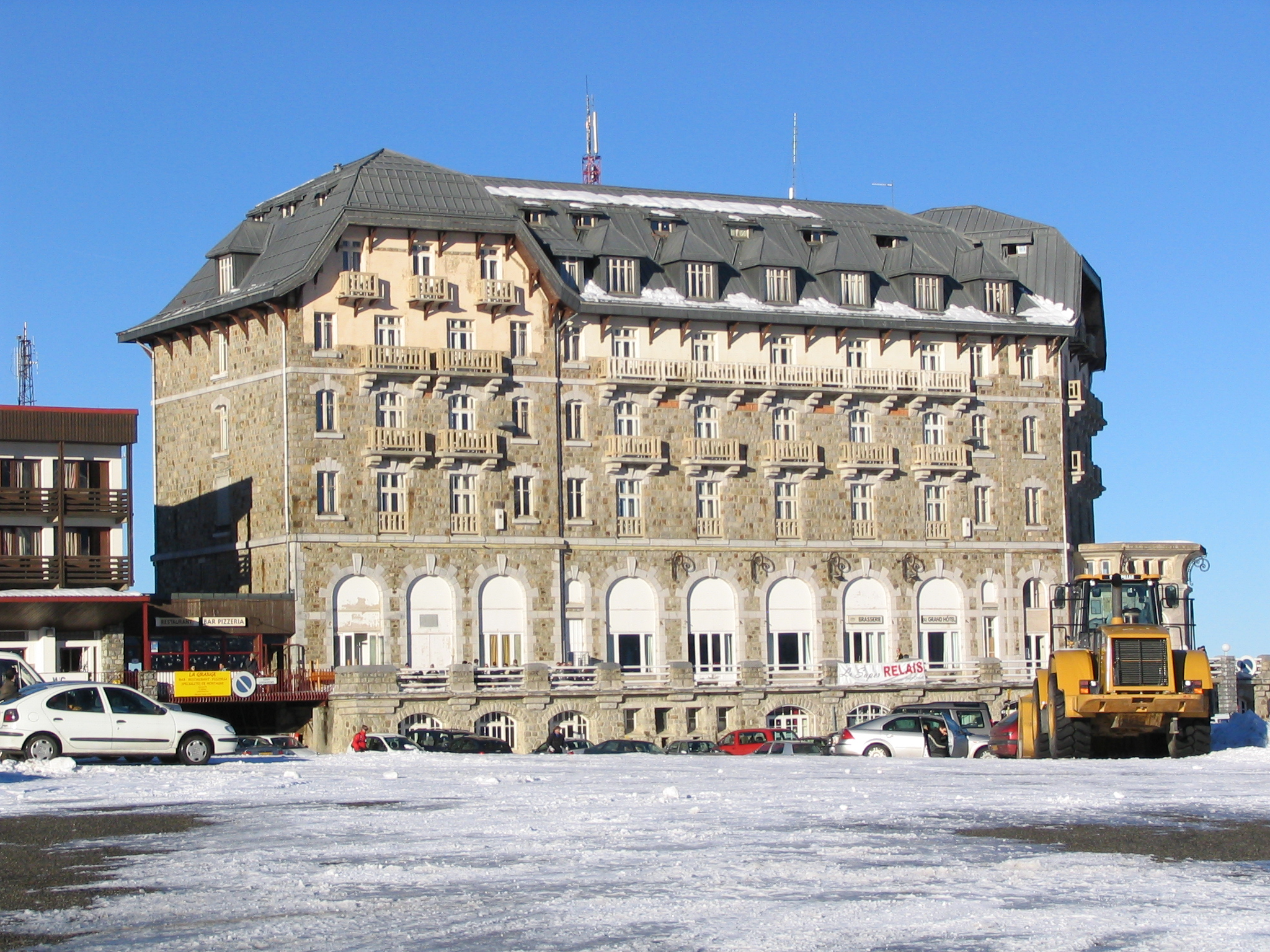
Le grand hôtel de Superbagnères (en 2005).

Le grand hôtel de Superbagnères a longtemps été le principal bâtiment construit au sommet. Il a souvent changé de locataire. Depuis les années 1980, de nombreux appartements ont été créés.
La télécabine est créée en 1993 pour relier la ville de Bagnères-de-Luchon à la station.
En 2011, un musée de la crémaillère est créé au Grand Hôtel de Superbagnères par les Village Club du Soleil, avec l'aide d'Alban Leymarie, petit-fils du dernier conducteur de train.
À partir de décembre 2022, la route départementale d'accès est limité aux véhicules légers après qu'un convoi avec un semi-remorque de 55 tonnes et une grue de 90 tonnes soient passés sur les ponts du Ravi, deux ponts anciens fragiles et limités à 19 tonnes. En décembre 2023, une nouvelle route de 800 m de long est ouverte, avec un pont de 60 mètres pour traverser la Pique, sans limitation d'accès.
Le 22 décembre 2023, une nouvelle télécabine est inaugurée entre Luchon et Superbagnères avec 58 cabines de 10 places chacune, contre 4 précédemment, et de nouvelles gares de départ.

## Équipements
En 2006 la piste Record est rouverte équipée par un téléski à enrouleur et de canons à neige sur toute sa longueur.
Certains équipements ont subi d'importants dégâts lors du passage de la tempête Xynthia en février 2010, le secteur Céciré est resté fermé jusqu'en fin de saison. L'été suivant des travaux importants ont été effectués. Le télésiège d'Arbesquens a été remplacé par un télésiège 4 places à tapis roulant.
Le téléski de Sarnailles est supprimé, permettant d'élargir très nettement la piste. Le télésiège du Quayrat non fonctionnel depuis des années a été retiré.
Durant l'été 2013, des travaux sont effectués pour équiper la piste de la Hount Estrete de canons à neige pour compléter l'offre sur le secteur du Céciré (investissement de 1,2 million d'euros). Toujours à l'été 2013, un canon d'avalanche pré règles par GPS est acheté pour sécuriser le domaine de haute altitude du Céciré.
Durant l'été 2014 installation d'un autre canon d'avalanche sur l'autre versant du Céciré.
Un télésiège débrayable 6 places le « Céciré express » est réalisé pour la saison 2015 -2016 pour assurer la liaison du lac au secteur du Céciré en moins de huit minutes contre environ trente auparavant. Durant le même été 2015, une rénovation complète du télésiège du lac est effectuée avec une nouvelle gare d'aval et de nouveaux sièges.

### Ski de piste
- 80 ha de domaine skiable
- 32 km de pistes sur trois secteurs (secteurs : Téchous, Lac et Céciré)
- 28 pistes dont 3 vertes, 12 bleues, 7 rouges, 6 noires
- 13 remontées mécaniques
- 180 canons à neige
- 1 snowpark
- 1 bordercross
- 1 kidpark
- 1 piste de luge

### Ski de fond
- Un itinéraire de ski de fond et raquettes de 4 km.

### Divers
- Ancienne chapelle de conception moderne, accueillant actuellement un restaurant, sans changement extérieur (la grand croix de béton est toujours présente).

- Table d'orientation
- 5 restaurants d'altitude

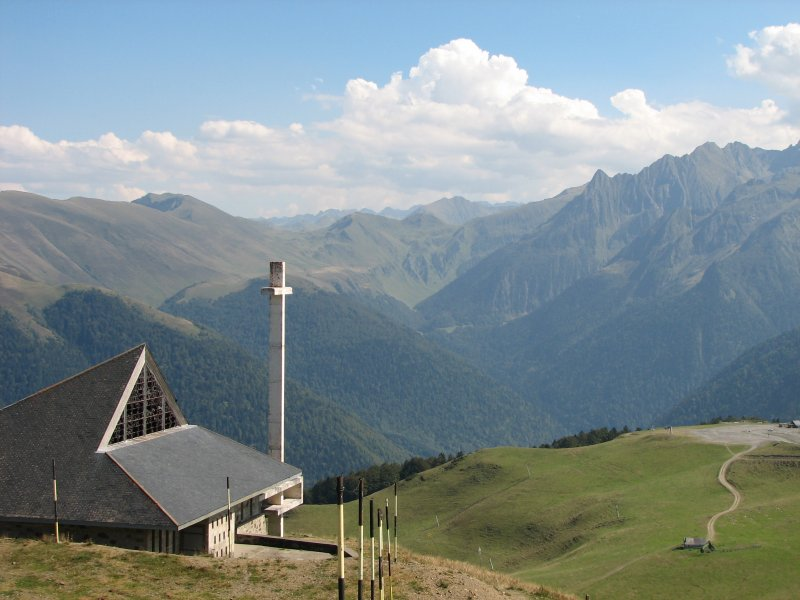
La chapelle

- Liaison par télécabine de Luchon à Superbagnères en 8 minutes avec un débit de 1 500 m personnes/heure
- Site de départ de parapentes.
- La compagnie des guides de Luchon peut accompagner les clients qui le désirent.

## Cyclisme

### Caractéristiques
- Altitude : 1 800 m
- Départ : Bagnères-de-Luchon (630 m)
- Dénivellation : 1 170 m
- Longueur : 18,4 km
- Pente : 6,3 %

### Profil
Le plateau de Superbagnères est un résultat d’une érosion typique de l’époque semi-aride des roches des massifs d’Oô et du Lys, fragilisées à l’époque où le climat était chaud et humide.
Depuis la station thermale de Bagnères-de-Luchon, l’ascension est longue de 18,4 km en partant du carrefour entre la place du maréchal Joffre et l'avenue Carnot au centre-ville (629 m). Cependant le premier kilomètre qui traverse Luchon est presque tout plat. Le premier raidillon apparaît au niveau de la tour de Castelvielh après 2 km. La route, souvent très rectiligne dans les premiers kilomètres, suit le cours d'eau de la Pique,. Si la pente moyenne des premiers kilomètres est modérée, le profil est en fait très irrégulier avec des passages pentus mais aussi parfois des mini-descentes. Par exemple, il faut passer un court raidillon pour parvenir au carrefour (863 m) avec la route des Hospices de France après 5,7 km. Avant l'inauguration de la nouvelle route en 2023, celui-ci était suivi d'une petite descente jusqu'à deux ponts à l'entrecroisement de la Lys et la Pique. Les deux kilomètres qui précèdent le carrefour de la vallée du Lys ont des pourcentages parfois sévères. C’est après 9,3 km, à mi-ascension que l’on rejoint le carrefour de la vallée du Lys (1 087 m), appelé aussi « L’Ourson ».
La suite de l'ascension est encore un peu plus difficile sur une route en balcon dominant le bois du Mont du Lys, très escarpé. D'une déclivité de 4,9 % dans la première partie irrégulière, on passe à une déclivité de 7,8 % dans la seconde partie de l'ascension. Quelques kilomètres plus loin, il faut passer une ligne droite assez difficile au niveau du lieu-dit « La Carrière ». C’est seulement dans les trois derniers kilomètres que l’on entre dans les pâturages avec une série d’épingles jusqu’au sommet. Les kilomètres 15 à 17 sont moins durs, à environ 6,5 %, cependant le 18e kilomètre à partir de l’aire de repos numéro 4 est le plus difficile, avec une moyenne de 9 %. Mais les tout derniers hectomètres permettent de souffler. On arrive alors sur un grand parking perché à 1 797 mètres d’altitude.
Sur une route assez large et visible, la descente est très rapide.
Une table d’orientation aujourd’hui dégradée à côté d’une remontée mécanique à quelques hectomètres de la station permet d’obtenir un panorama à 360 degrés, permettant notamment de distinguer le pic d'Aneto (3 404 m), le pic de la Maladeta. À l’extrémité du grand parking, près du grand hôtel, on peut aussi voir intégralement Luchon en bas.

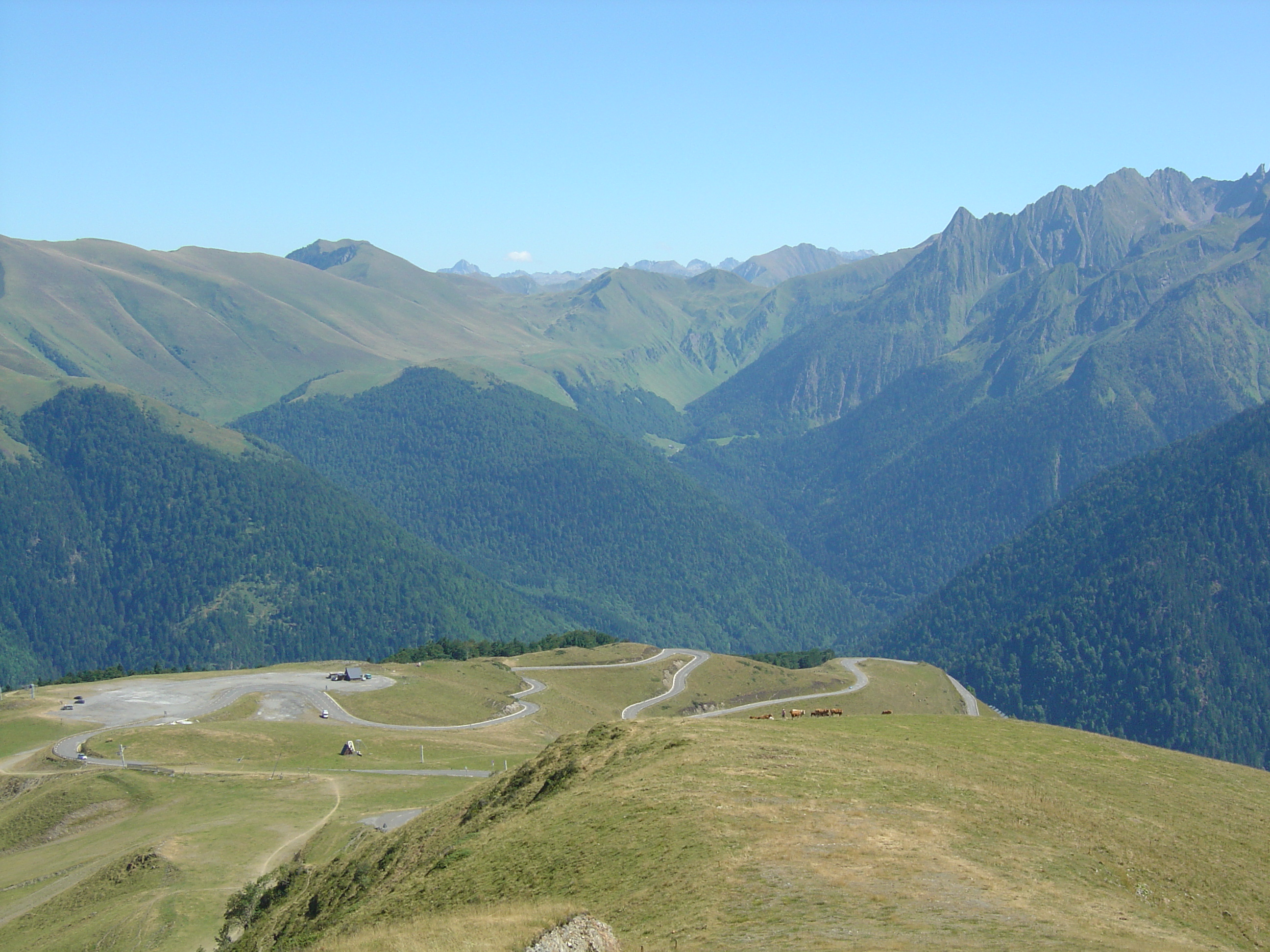
Lacets des derniers kilomètres de l'ascension de Superbagnères.
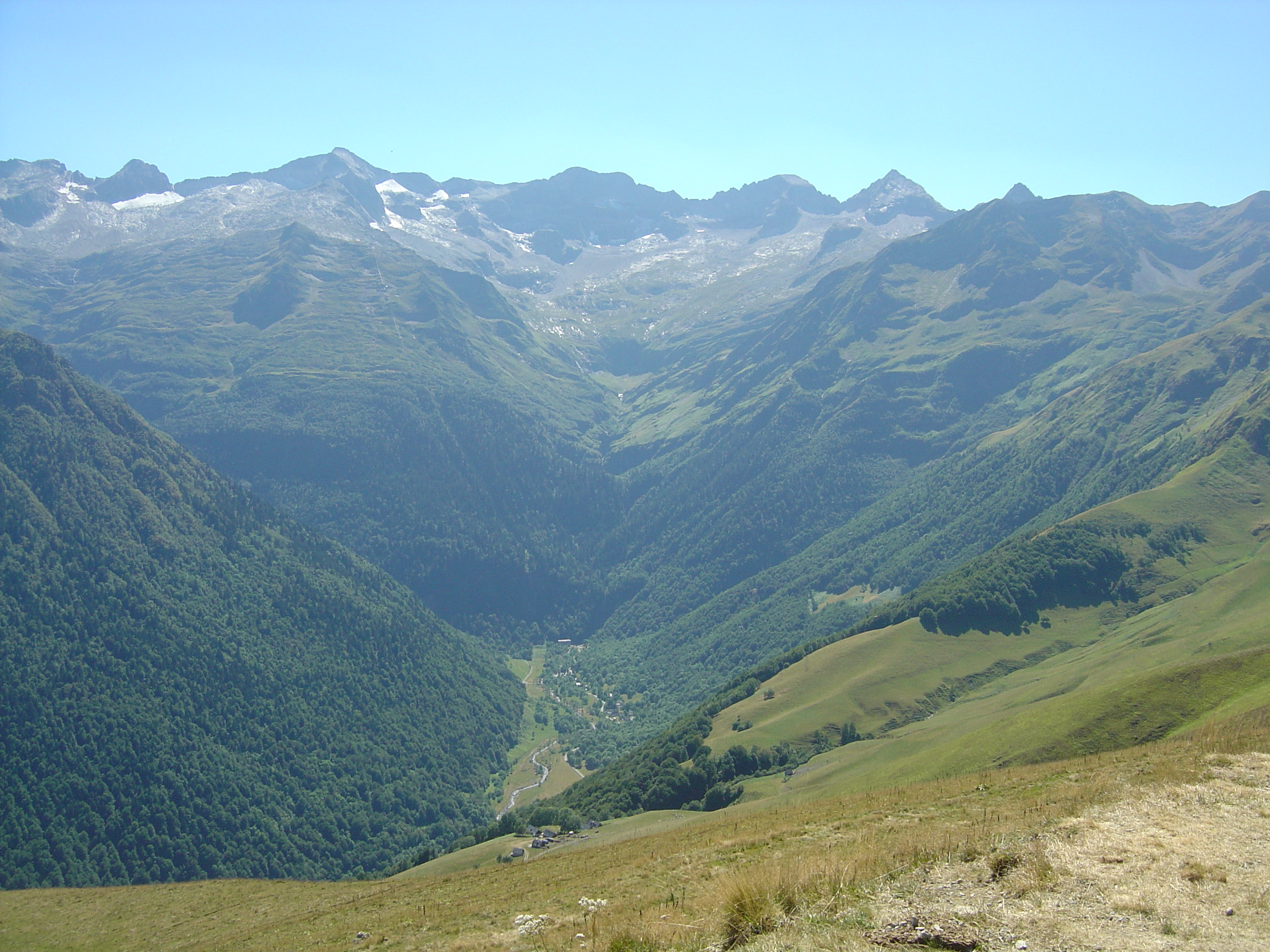
En bas la vallée du Lys vue depuis Superbagnères.

### Tour de France
La station de Superbagnères a accueilli plusieurs arrivées du Tour de France cycliste.
C'est le cas une première fois en 1961, grâce à la route d'accès inaugurée en 1960, avec le succès de l'italien Imerio Massignan. En 1962, en contre-la-montre, Federico Bahamontes s'impose. En 1971, le grimpeur espagnol José Manuel Fuente est le plus rapide lors de l'étape en ligne la plus courte de l'histoire du Tour de France (19,6 km depuis Bagnères-de-Luchon).
Sur le Tour 1979, un contre-la-montre Luchon-Superbagnères voit la victoire de Bernard Hinault. Sur le Tour 1986, cette fois sur une étape en ligne, le même Bernard Hinault, victime d'une défaillance, perd une grande partie de son avance sur Greg LeMond au classement général. Ce dernier remporta l'étape et fait un grand pas vers la victoire finale. Enfin, la Grande Boucle est arrivée une dernière fois à Superbagnères en 1989. Tandis que Robert Millar remporte l'étape, Laurent Fignon dépossède provisoirement Greg LeMond du maillot jaune.
Après 36 ans d'absence sur le parcours de la grande boucle, Luchon-Superbagnères accueille l'arrivée de la 14e étape du Tour de France 2025. Les coureurs rejoignent la station après avoir gravi les cols du Tourmalet, d'Aspin et de Peyresourde. Le retour du Tour de France est possible grâce à l'aménagement de la nouvelle route avec un pont de 60 mètres sur la Pique pour remplacer l'accès via deux petits ponts vieillissants.
| Année | Étape | Ville de départ    | Distance (km) | Catégorie du col | Vainqueur           | Maillot jaune     |
| ----- | ----- | ------------------ | ------------- | ---------------- | ------------------- | ----------------- |
| 1961  | 16    | Toulouse           | 208           | 1                | Imerio Massignan    | Jacques Anquetil  |
| 1962  | 13    | Bagnères-de-Luchon | 18,5 (CLM)    | 1                | Federico Bahamontes | Joseph Planckaert |
| 1971  | 15    | Bagnères-de-Luchon | 19,5          | 1                | José Manuel Fuente  | Eddy Merckx       |
| 1979  | 2     | Bagnères-de-Luchon | 23,9 (CLM)    | 1                | Bernard Hinault     | Bernard Hinault   |
| 1986  | 13    | Pau                | 186           | HC               | Greg LeMond         | Bernard Hinault   |
| 1989  | 10    | Cauterets          | 136           | 1                | Robert Millar       | Laurent Fignon    |
| 2025  | 14    | Pau                | 183           | 1                | Thymen Arensman     | Tadej Pogačar     |